# Adecco Ex-Yu kup 2011.
Adecco Ex-Yu kup 2011. bio je prvo izdanje ovog natjecanja. Zlato je osvojila reprezentacija Srbije, srebro reprezentacija Hrvatske, a broncu reprezentacija domaćina Slovenije. Posljednja tri mjesta zauzele su reprezentacije Bosne i Hercegovine, Crne Gore i Makedonije.

## Turnir

### Skupina A
| Nadnevak    | 1. momčad           | Ishod | 2. momčad           |
| ----------- | ------------------- | ----- | ------------------- |
| 6. kolovoza | Makedonija          | 50:55 | Bosna i Hercegovina |
| 7. kolovoza | Srbija              | 81:73 | Makedonija          |
| 8. kolovoza | Bosna i Hercegovina | 61:82 | Srbija              |

|    | Tablica             | I | Pob. | Por. | Pos. P | Prim. P | RP  |
| -- | ------------------- | - | ---- | ---- | ------ | ------- | --- |
| 1. | Srbija              | 2 | 2    | 0    | 163    | 134     | +29 |
| 2. | Bosna i Hercegovina | 2 | 1    | 1    | 116    | 132     | -16 |
| 3. | Makedonija          | 2 | 0    | 2    | 123    | 136     | -13 |

### Skupina B
| Nadnevak    | 1. momčad | Ishod | 2. momčad |
| ----------- | --------- | ----- | --------- |
| 6. kolovoza | Hrvatska  | 85:71 | Crna Gora |
| 7. kolovoza | Slovenija | 86:79 | Crna Gora |
| 8. kolovoza | Slovenija | 60:65 | Hrvatska  |

|    | Tablica   | I | Pob. | Por. | Pos. P | Prim. P | RP  |
| -- | --------- | - | ---- | ---- | ------ | ------- | --- |
| 1. | Hrvatska  | 2 | 2    | 0    | 150    | 131     | +19 |
| 2. | Slovenija | 2 | 1    | 1    | 146    | 144     | +2  |
| 3. | Crna Gora | 2 | 0    | 2    | 150    | 171     | -21 |

### Utakmice za mjesta
Igrale su se 9. kolovoza.
- za peto mjesto:  Crna Gora 67:57  Makedonija
- za treće mjesto:  Slovenija 59:52  Bosna i Hercegovina
- za prvo mjesto:  Hrvatska 71:80  Srbija

| Pobjednici Adecco Ex-Yu kupa 2011. |
| SRBIJA Prvi naslov                 |